# Tamzin Thomas
Tamzin Thomas (* 6. Oktober 1997 in Kapstadt) ist eine südafrikanische Leichtathletin, die sich auf den Sprint spezialisiert hat. Mit der südafrikanischen 4-mal-100-Meter-Staffel wurde sie 2016 Afrikameisterin und gewann 2019 eine Silbermedaille bei Afrikaspielen.

## Sportliche Laufbahn
Erste internationale Erfahrungen sammelte Tamzin Thomas bei den Jugendweltmeisterschaften 2013 in Donezk, bei denen sie in 11,82 s im Halbfinale im 100-Meter-Lauf ausschied. Zwei Jahre später siegte sie bei den Juniorenafrikameisterschaften in Addis Abeba in 11,69 s über 100 Meter und gewann mit der südafrikanischen 4-mal-100-Meter-Staffel in 46,49 s die Silbermedaille. 2016 gelangte sie bei den Afrikameisterschaften im heimischen Durban im 200-Meter-Lauf bis in das Halbfinale, in dem sie aber nicht mehr an den Start ging. Zudem siegte sie mit der Staffel in 43,66 s. Anschließend erreichte sie bei den U20-Weltmeisterschaften in Bydgoszcz über 100 und 200 Meter das Halbfinale, in dem sie mit 11,71 s bzw. 24,49 s ausschied. Zudem konnte sie sich mit der Staffel in 45,98 s nicht für das Finale qualifizieren. 2017 nahm sie an der Sommer-Universiade in Taipeh teil und schied dort in beiden Einzelbewerben in 11,77 s bzw. 23,86 s im Halbfinale aus und wurde mit der Staffel im Vorlauf disqualifiziert. 2018 gelangte sie bei den Afrikameisterschaften in Asaba über 200 Meter bis in das Halbfinale, in dem sie aber nicht mehr an den Start ging. Zudem wurde sie mit der Staffel in 45,63 s Vierte. Bei den IAAF World Relays 2019 in Yokohama konnte sie den Lauf mit der 4-mal-100-Meter-Staffel nicht beenden. Im Juli erreichte sie bei der Sommer-Universiade in Neapel über 100 Meter das Halbfinale, in dem sie mit 11,62 s ausschied, wie auch über 200 Meter mit 23,66 s. Zudem belegte sie in der 4-mal-400-Meter-Staffel in 3:35,97 min den siebten Platz. Anschließend gelangte sie auch bei den Afrikaspielen in Rabat das Halbfinale über 200 Meter, in dem sie mit 24,07 s ausschied. Zudem gewann sie mit der 4-mal-100-Meter-Staffel in 44,61 s die Silbermedaille hinter Nigeria. 2022 schied sie bei den Afrikameisterschaften in Port Louis mit 23,85 s im Halbfinale über 100 Meter aus und kam im Staffelbewerb im Vorlauf zum Einsatz und trug damit zum Gewinn der Silbermedaille bei. Im Jahr darauf wurde sie bei den World University Games in Chengdu im Vorlauf über 100 Meter disqualifiziert und gewann mit der Staffel in 44,36 s die Bronzemedaille hinter den Teams aus der Volksrepublik China und Polen. 
2024 schied sie bei den Afrikaspielen in Accra mit 11,88 s im Halbfinale über 100 Meter aus und belegte mit der 4-mal-100-Meter-Staffel in 44,72 s den vierten Platz. Im Juni schied sie bei den Afrikameisterschaften in Douala mit 11,48 s im Semifinale über 200 Meter aus.
2019 gewann Thomas bei den Südafrikanischen Leichtathletik-Meisterschaften die Goldmedaille im 200-Meter-Lauf.

## Persönliche Bestzeiten
- 100 Meter: 11,41 s (+1,6 m/s), 15. März 2018 in Pretoria
- 200 Meter: 23,12 s (+1,7 m/s), 17. März 2018 in Pretoria